# 출혈
출혈(出血, 영어: bleeding, hemorrhaging, haemorrhaging)은 순환계로부터 피가 밖으로 빠져나오는 현상, 곧 피의 손실을 가리킨다. 몸 안팎의 혈관으로부터 피가 새는 경우 몸 안에서 출혈이 일어날 수도 있는데, 이를테면 질, 입, 코, 항문과 같은 자연개구를 통해서나 피부 속이 갈라지는 현상 등을 통해서 일어날 수 있다. 피가 완전히 소실되는 현상을 사혈이라고 부른다. 일반적으로 건강한 사람은 자기 몸속 피의 10~15 퍼센트 정도의 손실을 후유증 없이 감당할 수 있으므로 헌혈을 통해 일반적으로 8~10%의 양을 채취한다.

여자가 보통 사춘기부터 시작하는 월경도 출혈의 일종이다.

## 분류

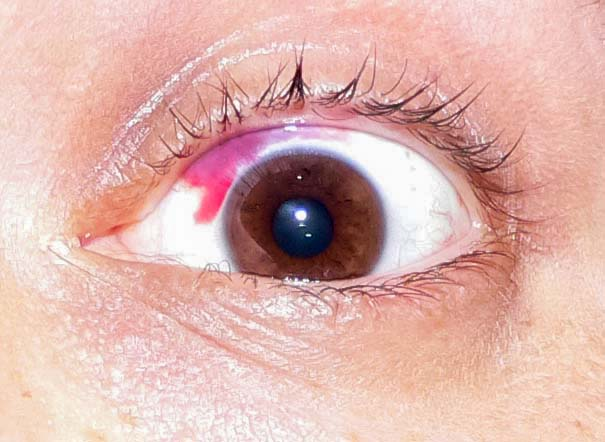
결막하 출혈

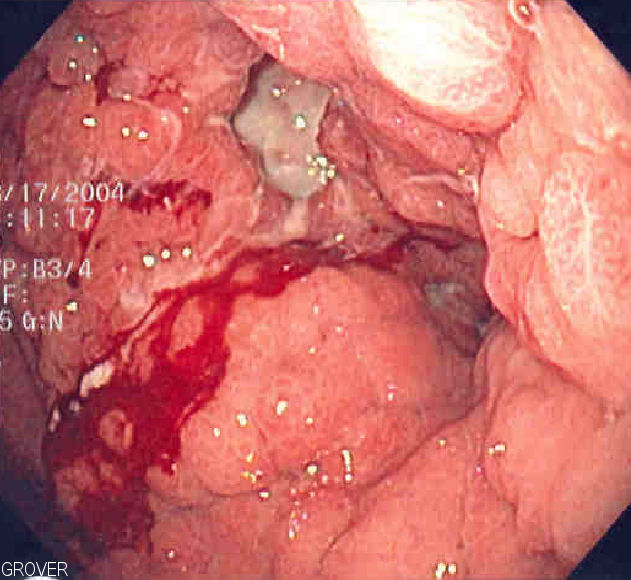
위암으로 말미암은 출혈 증세.

### 출혈량에 따라
ATLS(Advanced Trauma Life Support)가 분류한 출혈의 정도는 다음과 같다.
- 클래스 I : 최대 15% 출혈
- 클래스 II : 15-30% 출혈
- 클래스 III : 30-40% 출혈
- 클래스 IV : 40% 이상 출혈

### 세계보건기구
세계보건기구는 출혈의 정도에 따라 다음과 같은 표준 등급을 만들어놓았다.
| 등급 0 | 출혈 없음                                     |
| 등급 1 | 점출혈                                        |
| 등급 2 | 중간 정도의 피 소실                           |
| 등급 3 | 상당한 피 소실 (수혈 필요, 심각);             |
| 등급 4 | 쇠약할 정도의 상당한 피 소실 (레티놀 및 대뇌) |

## 같이 보기
- 헌혈
- 수혈